# Abtei Celles-sur-Belle

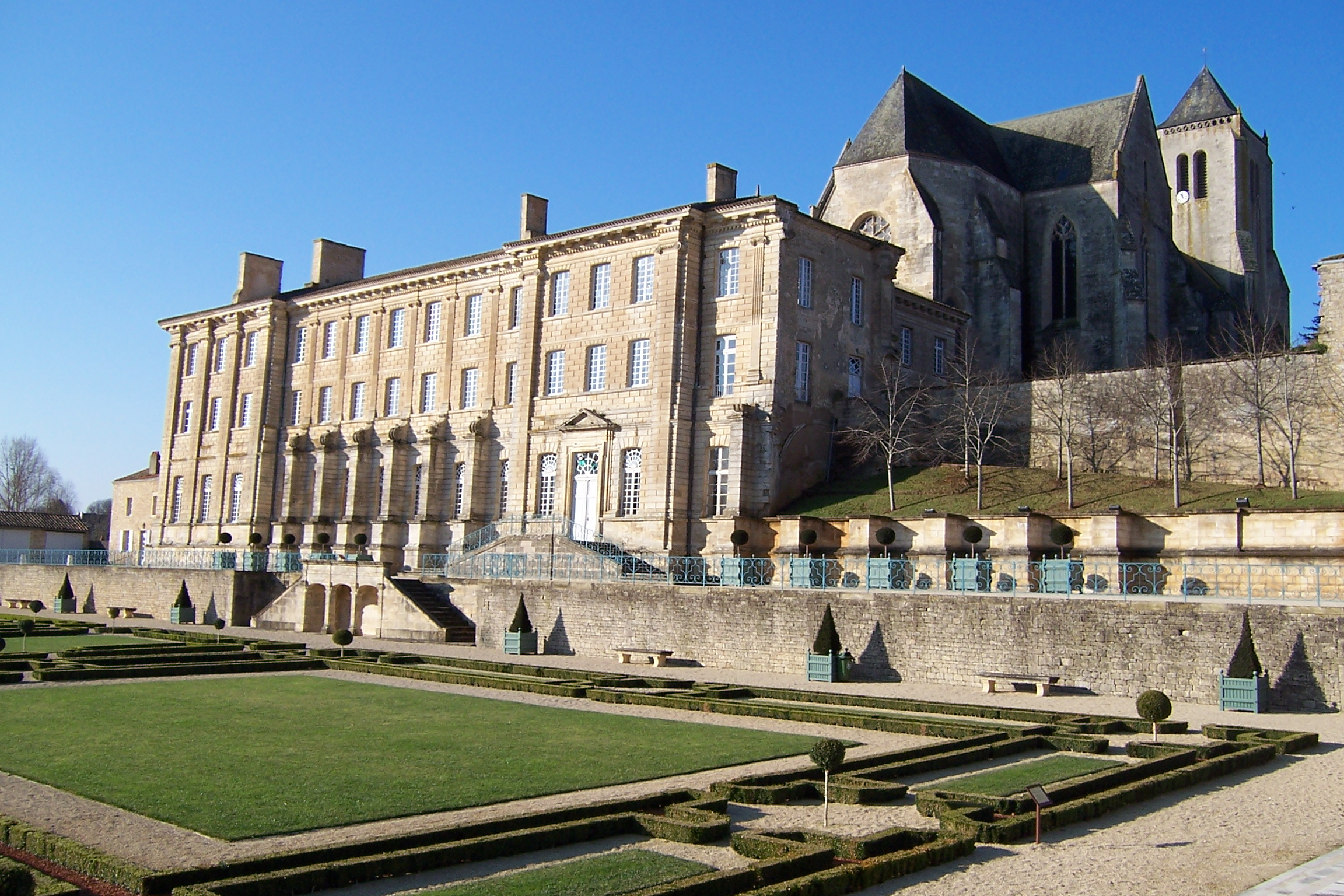
Abtei Celles-sur-Belle

Die königliche Abtei von Celles-sur-Belle (französisch Abbaye royale de Celles-sur-Belle) befindet sich im Süden von Deux-Sèvres im Kanton Celles-sur-Belle. Das Gebäude mit seiner außergewöhnlichen Architektur stammt aus dem 12. Jahrhundert. Die Abtei beherbergt heute eine Vielzahl kultureller Aktivitäten (Ausstellungen, Akademien, Musikfestivals usw.).

## Geschichte
Die Priorei Notre-Dame-de-Celles wurde 1137 vom Bischof von Poitiers zur Abtei erhoben. Seitdem war sie eine wichtige Station für Pilger an der Via Turonensis nach Santiago de Compostela.
Die Abteikirche wurde im 15. Jahrhundert auf Befehl von Ludwig XI. wiederaufgebaut. Die Abtei wurde 1568 von den Hugenotten zerstört. Erst im 17. Jahrhundert und dank des Talents von François Le Duc, genannt Toscane, wurde sie wiederaufgebaut.
Die 1789 ausbrechende Französische Revolution, in deren Jahr Charles-Maurice de Talleyrand-Périgord stellvertretend den Sitz der Abtei in Besitz nahm, besiegelte das Schicksal der Abtei. Der Verkauf ihres Besitzes als Nationalgut, die Vertreibung ihrer Ordensleute, die Schließung der Kirche und die Umwandlung der Abteikirche und des Konventsgebäudes in Haftanstalten während der Vendéerkriege sind die markantesten Episoden dieses revolutionären Jahrzehnts.
Nach dem Konkordat von 1801, das die Ausübung des Gottesdienstes wieder zuließ, wurde die Abteikirche zur Pfarrkirche Notre-Dame. Das Klosterhaus, das sich in Privatbesitz befand, verlor sein ursprüngliches Gebälk und sein Dach. Die Wallfahrt, die aus der Mode gekommen war, wurde 1899 wieder aufgenommen.
Die letzten Bemühungen der Montfortaner ab 1921, die Abtei wieder einzurichten, wurden 1970 endgültig eingestellt.
Die Abteikirche der königlichen Abtei, die seit dem 23. April 1971 Eigentum der Gemeinde Celles-sur-Belle ist, wurde 1977 unter Denkmalschutz gestellt und die Restaurierung der Abtei begann unter der Leitung des Chefarchitekten der Denkmalschutzbehörde. Am 31. Juli 2000 wurden das Logis Saint-Gobert und die Überreste des mittelalterlichen Kreuzgangs unter Denkmalschutz gestellt.

## Beschreibung

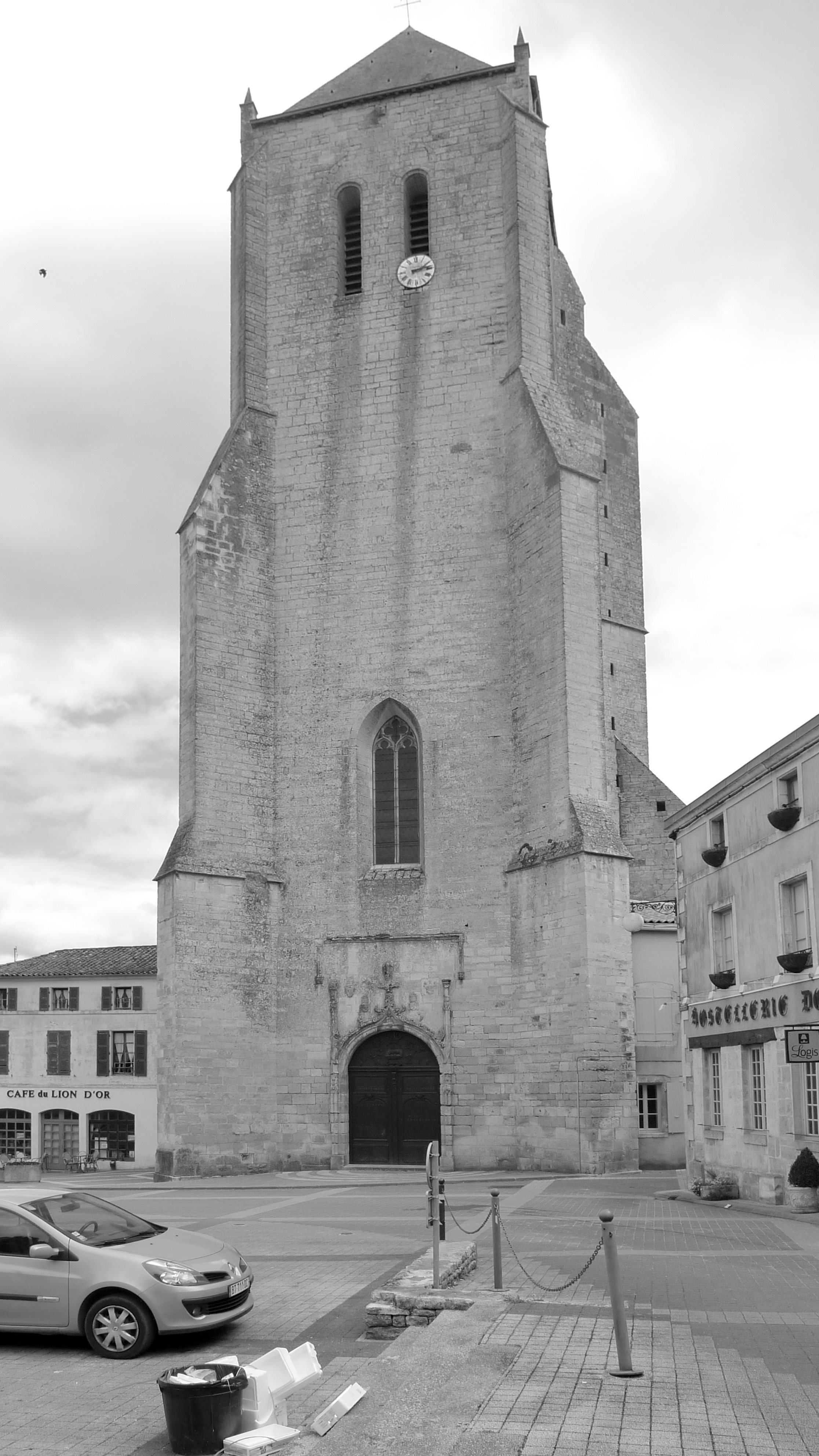
Celle-sur-Belle, Abteikirche Notre-Dame de Celle-sur-Belle

Die imposante Fassade der Abteikirche besteht aus einem hohen Glockenturm mit Portal und einem dahinter angeordneten, beachtenswerten romanischen Portal mit sechskappigen Gewölben, den Resten des ersten Bauwerks. Weitere Reste des ersten Gebäudes sind die skulptierten Kapitelle an der Nordfassade, die mit Pflanzen-, Tier- und Menschenmotiven verziert sind.
Im Inneren führt eine monumentale Treppe in das Kirchenschiff. Das scheinbare Ungleichgewicht der Fassade mit der außermittigen Treppe rührt daher, dass der Nordflügel nie fertiggestellt wurde. Das Innere des Gebäudes ist sehr hell, was auf die hohen Pfeiler, Gewölbe und die von Kapellen gesäumten Seitenschiffe zurückzuführen ist. Die Orgel der Kirche ist ein Werk von Olivier Chevron mit 58 Registern auf vier Manualen und Pedal aus dem Jahr 2016.

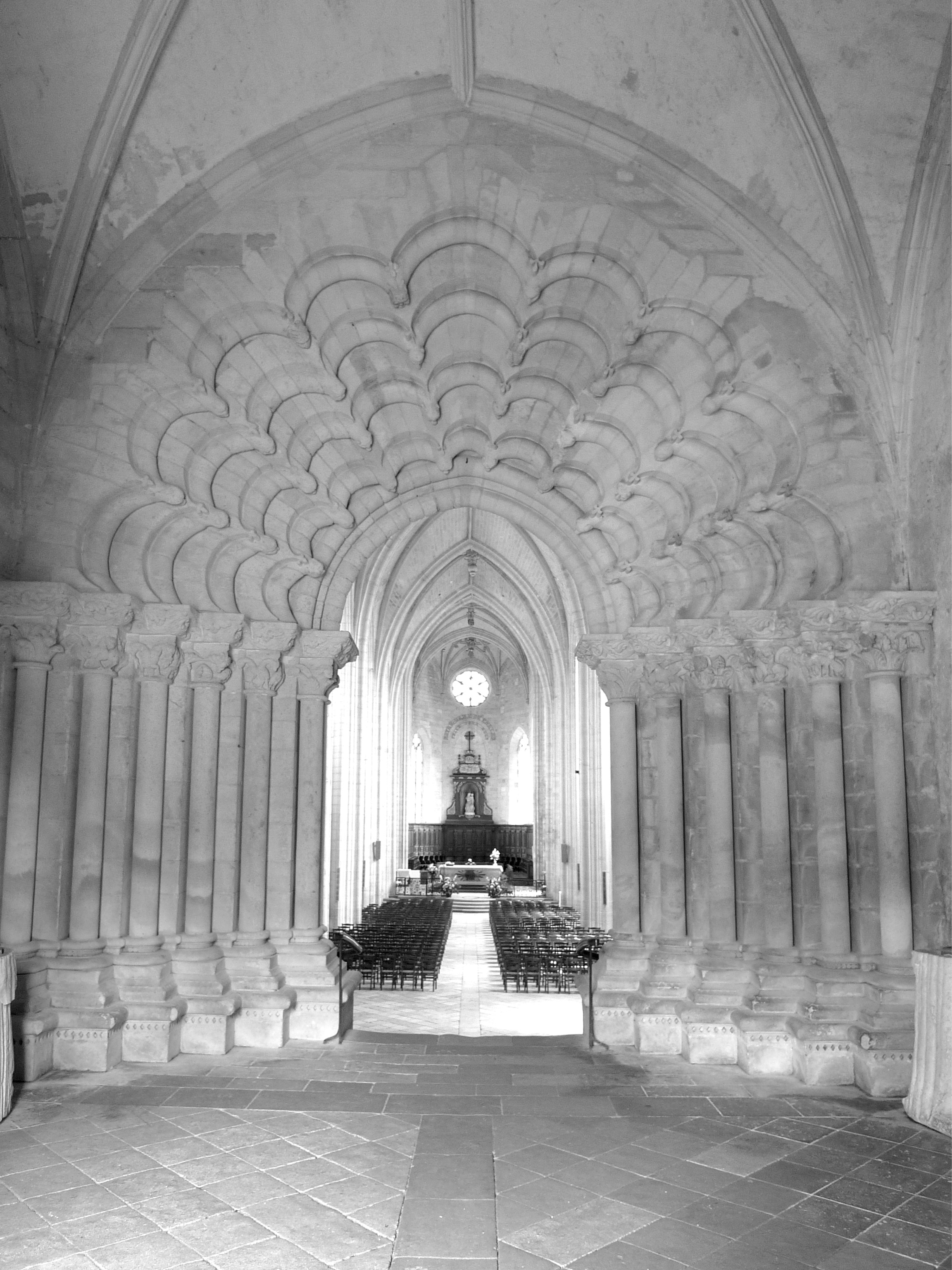
Die Abteikirche Notre-Dame de Celle-sur-Belle, romanisches (mozarabisches) Portal (1140)

Die unterhalb der Kirche gelegene Abtei und die Klostergebäude wurden ebenfalls nach den Plänen von François Le Duc neu errichtet. Das Gebäude im Stil Ludwigs XIV. überragt das Tal der Belle und die eindrucksvollen französischen Gärten.
An vielen Stellen zeugen die Überreste der alten Klostergebäude, die regelmäßig von Ludwig XI. besucht wurden, von der Größe der ersten Abtei, die an diesem Ort seit dem Ende des 11. Jahrhunderts bestand und während der Religionskriege im 16. Jahrhundert zerstört wurde.
Im Südflügel befindet sich ein großes Refektorium, das aus sechs Jochen besteht und Zugang zur ehemaligen Küche bietet. Wenn man in den Hinterhof gelangt, führt ein beachtenswerter Wandelgang in den Salle du Pilier sowie in die Krypta der ersten Pfarrkirche von Celles-sur-Belle, der Kirche Saint-Hilaire, dem einzigen noch sichtbaren romanischen Teil an diesem Ort.
Im ersten Stock der Klostergebäude befindet sich ein Museum, in dem unter anderem das Zimmer des Abtes, in dem mehrere berühmte Persönlichkeiten wohnten, sowie eine Mönchszelle rekonstruiert wurden.
Abbildungen der Königlichen Abtei von Celles-sur-Belle

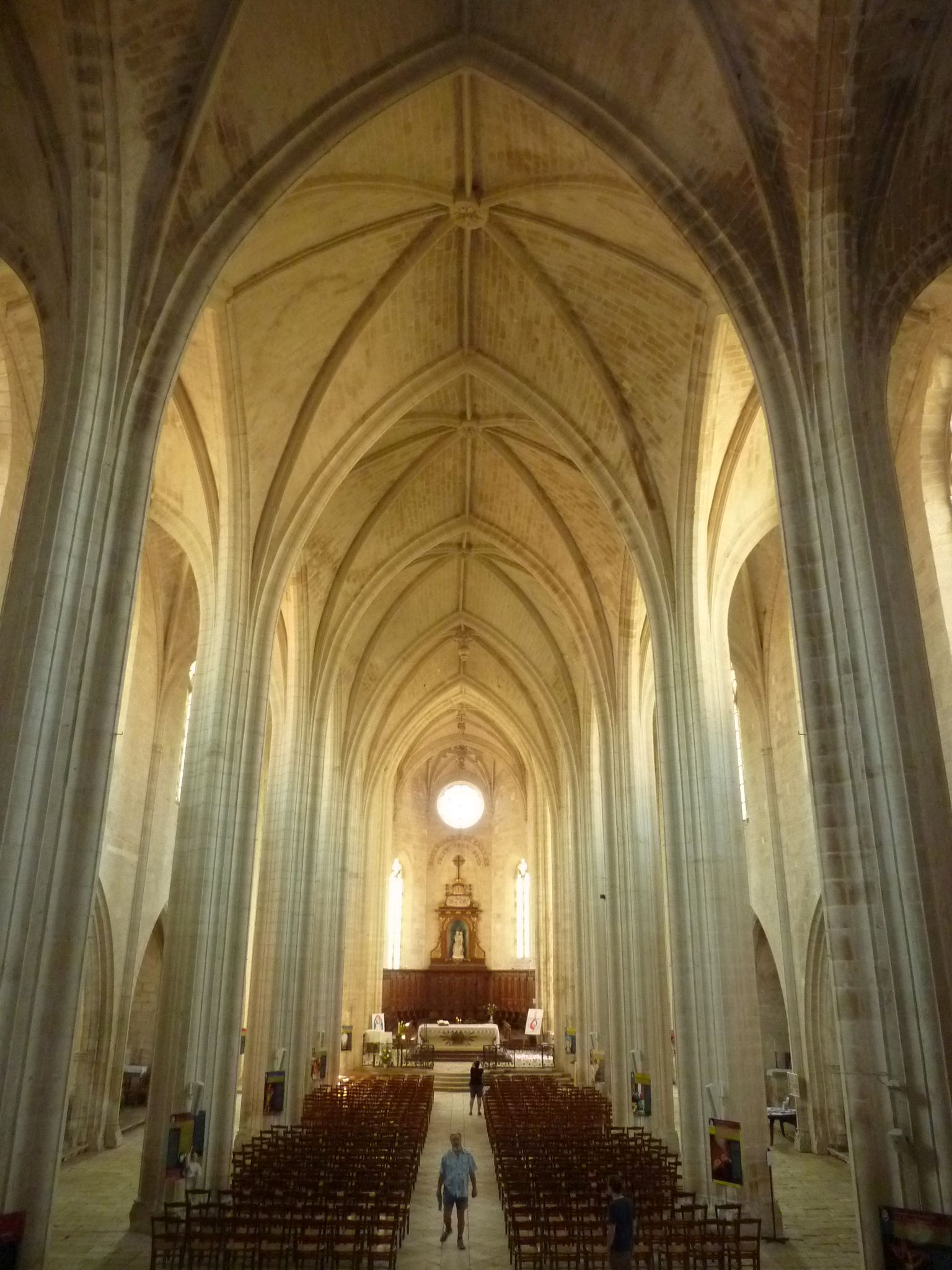
Innenansicht der Kirche
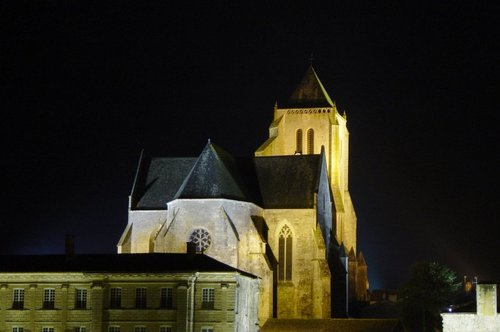
Ansicht bei Nacht
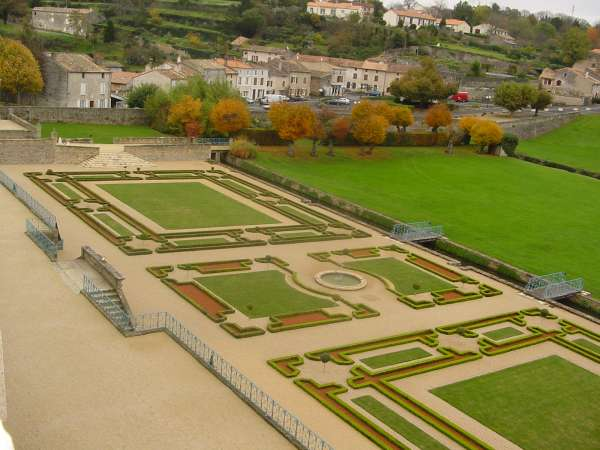
Die französischen Gärten